# Acronicta postmarginata
Acronicta postmarginata là một loài bướm đêm trong họ Noctuidae.